# أويثمبلا

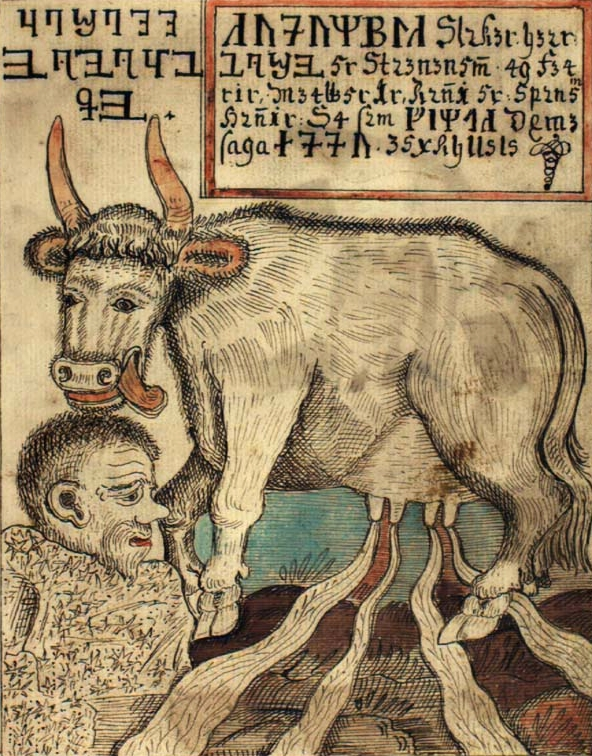
البقرة أويثمبلا تلعق اللوح الجليدي المالح حتى تشكَّل الإله بوري. الرسم تخيلي ويروي جانباً من هذه الأسطورة النوردية القديمة مأخوذة عن مخطوطة تاريخية آيسلندية تعود للقرن الثامن عشر.

أويثمبلا (Auðumbla أو Auðhumla) هي بقرة أسطورية تظهر في الميثولوجيا النوردية التي ولدت مع العملاق المؤسس يمير. مع تقارب عالم النار موسبلهايم وعالم الجليد «فنهايم» مع بعضهما البعض تكون أعظم عملاق وهو العملاق المؤسس يمير، ولددت أيضا من نفس التصادم الذي ولد منه العملاق المؤسس «يمير» السبب المرجح هو أنها وجدت من أجل إطعام «يمير» حليبها بعد شرب رضع يمير من البقرة أويثمبلا تعب يمير عرق ومن عرقه أنجب العملاقة وكانوا نوعين من العملاقة هما عملاقة الجليد، عملاقة النار لم هناك أي مصدر للطعام والشراب فالبقرة اويثمبلا كانت تلعق الملح الموجود في العالم الجليدي ومن بين الجليد ولد أول إله بوري.